# エライス・タフサン
エライス・タフサン（Elayis Tavşan、2001年4月30日）は、オランダ・ロッテルダム出身のサッカー選手。NECナイメヘン所属。ポジションはFW。

## クラブ経歴
2019年8月19日、テルスターに2019-20シーズン終了までレンタルされた。
2020年6月15日、NECナイメヘンに移籍。

## 人物
トルコ出身の父とスリナム出身の母の下、オランダで生まれた。